# Jiménez (Pococí)
Jiménez es un distrito del cantón de Pococí, en la provincia de Limón, de Costa Rica.

## Historia
Jiménez fue creado el 19 de septiembre de 1911 por medio de Ley 12.

## Ubicación
Está ubicado en la región del Caribe central y limita con los distritos de Roxana al norte, Guápiles al sur y al oeste, Cantón de Guácimo al sur y al este.
Su cabecera, la villa de Jiménez, está ubicado a 5.2 km (11 minutos) al este de Guápiles y 71.5 km (1 hora 36 minutos) al noreste de San José la capital de la nación.

## Geografía
Jiménez cuenta con un área de 108,23 km² y una altitud media de 213 m s. n. m.

## Demografía
Para el año 2022, Jiménez cuenta con una población estimada de 12 733 habitantes, y para el último censo efectuado, en 2011, Jiménez contaba con una población de 10 501 habitantes.
Es el sexto distrito del cantón por superficie. Presenta un paisaje montañoso en el sur y llano al norte.

## Localidades
- Cabecera: Jiménez
- Barrios: Granja, Molino, Numancia, Santa Clara.
- Poblados: Anita Grande, Calle Diez, Calle Emilia, Calle Seis, Calle Uno, Condado del Río, Floritas, Parasal, San Luis, San Martín, San Valentín, Suerre, Buenos Aires.

## Educación
CINDEA La Rita-San Martín, Escuela de Jiménez y Liceo de Jiménez.

## Economía
Jiménez, su cabecera, cuenta con servicios de salud y educación. 
En cuanto al comercio, destaca la venta de alimentos, calzado, ropa y artículos para el hogar.

## Transporte

### Carreteras
Al distrito lo atraviesan las siguientes rutas nacionales de carretera:
- Ruta nacional 32
- Ruta nacional 810